# Rhododendron schlechteri
Rhododendron schlechteri är en ljungväxtart som beskrevs av Carl Karl Adolf Georg Lauterbach. Rhododendron schlechteri ingår i släktet rododendron, och familjen ljungväxter. Inga underarter finns listade i Catalogue of Life.